# Jacob Lindboe

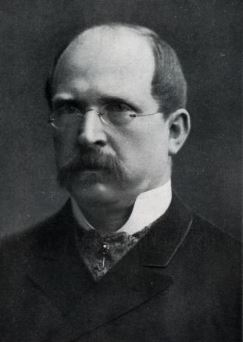
Bild des Juristen Jacob Lindboe

Jacob Albert Lindboe (* 3. September 1843 in Christiania; † 4. Februar 1902 in ebenda) war ein norwegischer Jurist und Politiker.
Seine Eltern waren der Kaufmann Jacob Wibe Lindboe (1803–1861) und dessen Frau Amalie Margrethe Oxholm (1815–1889). Er heiratete am 5. Februar 1876 Hanna Jenssen (18. Mai 1850–16. Januar 1932), Tochter des Kaufmanns Anton Mathias Jenssen (1818–1895) und dessen Frau Johanne („Hanna“) Catharina Richter (1824–1850).
Lindboe wuchs in Christiania auf. 1864 bestand er das Examen artium und 1867 das juristische Examen. 1868 nach Trondheim gezogen, eröffnete er im Jahr darauf als Anwalt am Obergericht eine Rechtsanwaltskanzlei.
Schon in der Studienzeit war er Anhänger der Politik der Stortings-Opposition und ein großer Bewunderer von Johan Sverdrup. Trondheim galt als Hochburg des Konservativismus, und es erregte durchaus Aufsehen, dass Lindboe aus der Oberschicht der Stadt, der in eine der führenden Familien der Stadt eingeheiratet hatte, sich der Opposition anschloss. 1883 war er Mitgründer und auch der erste Vorsitzende der ersten linken Vereinigung der Stadt, des „Verfassungsvereins“ (Grundlovsforening) und 1884 Vorsitzender von „Søndre Trondhjems Amts Fælles Venstreforening“ (Verein der Linken in Søndre Trondhjems Amt). Der harte politische Streit zwischen den politischen Richtungen führte zu Spaltungen von Familien und Beendigung von Freundschaften. Lindboe wurde in der Familie Jenssen zu einer Unperson. Er führte einige Beleidigungsprozesse gegen die Zeitung Adressavisen, die er erst 1887 vor dem Obersten Gericht gewann. Seine Position festigte sich 1884 mit der landesweiten Bildung der „Venstre“, als er in den Parteivorstand gewählt wurde. Er blieb im Vorstand bis 1889. Als sich die Partei spaltete, schloss er sich der radikalen Venstre an. Die Venstre in Trondheim radikalisierte sich nach 1891 unter Håkon Løken. In diesem Jahr wurde er Sorenskriver in Nordmøre und war 1892 Lagmann im Eidsiva- und Frostating. Die Wahlen zum Storting 1894 führten zum lokalen Durchbruch der Venstre, indem die Venstre die Posten der vier Stortingsabgeordneten von Trondheim und Levanger besetzen konnte. Lindboe wurde erster Abgeordneter. Er wurde 1897 wiedergewählt, ließ sich aber 1900 nicht mehr aufstellen.
In den fünf Jahren seiner Abgeordnetenzeit engagierte er sich besonders in den nationalen Fragen. Er war 1896 und 1898 der Hauptsprecher für die reine Trikolor im Flaggenstreit mit Schweden. Er gehörte zu den 24 radikalen Abgeordneten in der Venstre, die sich gegen Verhandlungen mit Schweden aussprachen. 1898 bis 1899 war er Vorsitzender des Ausschusses zur Behandlung eines Entwurfs des Militärstrafgesetzbuchs und 1898 Mitglied des Komitees, das die Interessen des Stortings im Zusammenhang mit dem Testament von Alfred Nobel wahren sollte. Es ging um die Auslegung darüber, wer über die Verleihung des Preises bestimmen sollte. Er setzte sich auch für ein allgemeines Wahlrecht ein, ab 1896 auch für Frauen.
Er förderte auch die Gründung einer Freimaurerloge 1881 in Trondheim.
Seine schwindende Gesundheit und sein Tod verhinderten, dass er sich weiteren Politikfeldern zuwenden konnte. Soziale Fragen lagen nicht im Zentrum seines Interesses.